# Neuwied (distrito)
Neuwied é um distrito (kreis ou landkreis) da Alemanha localizado no estado da Renânia-Palatinado.

## Cidades e municípios
Cidade (livre): 
- Neuwied

| Verbandsgemeinden (associações municipais): | Verbandsgemeinden (associações municipais): | Verbandsgemeinden (associações municipais): |
| --- | --- | --- |
| - 1. Asbach 1. Asbach1 2. Buchholz 3. Neustadt (Wied) 4. Windhagen - 2. Bad Hönningen 1. Bad Hönningen1, 2 2. Hammerstein 3. Leutesdorf 4. Rheinbrohl - 3. Dierdorf 1. Dierdorf1, 2 2. Großmaischeid 3. Isenburg 4. Kleinmaischeid 5. Marienhausen 6. Stebach - 4. Linz am Rhein 1. Dattenberg 2. Kasbach-Ohlenberg 3. Leubsdorf 4. Linz am Rhein1, 2 5. Ockenfels 6. Sankt Katharinen 7. Vettelschoß | - 5. Puderbach 1. Dernbach 2. Döttesfeld 3. Dürrholz 4. Hanroth 5. Harschbach 6. Linkenbach 7. Niederhofen 8. Niederwambach 9. Oberdreis 10. Puderbach1 11. Ratzert 12. Raubach 13. Rodenbach bei Puderbach 14. Steimel 15. Urbach 16. Woldert - 6. Rengsdorf 1. Anhausen 2. Bonefeld 3. Ehlscheid 4. Hardert 5. Hümmerich 6. Kurtscheid 7. Meinborn 8. Melsbach 9. Oberhonnefeld-Gierend 10. Oberraden 11. Rengsdorf1 12. Rüscheid 13. Straßenhaus 14. Thalhausen | - 7. Unkel 1. Bruchhausen 2. Erpel 3. Rheinbreitbach 4. Unkel1, 2 - 8. Waldbreitbach 1. Breitscheid 2. Datzeroth 3. Hausen (Wied) 4. Niederbreitbach 5. Roßbach 6. Waldbreitbach1 |
| 1sede do Verbandsgemeinde; 2cidade | | |